# 녹전초등학교 송운분교
녹전초등학교 송운분교는 대한민국 강원특별자치도 영월군 중동면 녹전리 17-4에 있었던 공립 초등학교이다.

## 학교 연혁
- 1963.10.30. 녹전국민학교 송운분교장 설립인가
- 1996.03.01. 녹전초등학교 송운분교장으로 교명변경
- 1998.03.01. 학생 수 감소에 따라 폐교, 녹전초등학교로 통합